# Will Hunting
Pour plus de détails, voir Fiche technique et Distribution.
Will Hunting (Good Will Hunting) ou Le Destin de Will Hunting au Québec est un film américain de Gus Van Sant, sorti en 1997.
Interprété notamment par les acteurs Matt Damon et Ben Affleck (qui ont aussi coécrit le scénario du film), la distribution du film est complétée par les acteurs Robin Williams, Minnie Driver et Stellan Skarsgård dans les rôles principaux.
À la fois succès critique et commercial, Will Hunting a fait accéder Matt Damon et Ben Affleck au statut de star. Le film a été nommé neuf fois aux Oscars 1998, remportant l'Oscar du meilleur scénario original pour Affleck et Damon, et celui du meilleur acteur dans un second rôle pour Robin Williams.

## Synopsis
Will Hunting, un jeune homme surdoué qui a connu une enfance difficile (victime de mauvais traitements de la part de son beau-père, tout comme sa mère), vit seul dans une maison délabrée de Boston Sud. Se formant par lui-même en autodidacte, il dévore tous les livres qui passent à sa portée, apprenant sans effort.
Mais la grande acuité intellectuelle de Will est contrebalancée par son caractère, impulsif et arrogant, ainsi que ses frustrations ayant pour cause son enfance. Abandonné toute sa vie, rebuté par l'intégration sociale, Will est assez asocial et susceptible, la moindre remarque à son sujet étant perçue par lui comme un affront. Utilisant un mécanisme de défense qu'il s'est forgé lui-même, il préfère rejeter les autres avant que ceux-ci n’aient eu le temps de le laisser tomber.
À 20 ans, il passe le plus clair de son temps libre à regarder des matchs de baseball ou boire des bières dans des bars avec Chuckie, Morgan et Billy, ses seuls amis d'enfance de son quartier. Il est aussi plusieurs fois arrêté à la suite de bagarres mais, grâce à sa connaissance du droit (acquise lors de ses lectures), il arrive toujours à s'en sortir.
Malgré sa grande intelligence, Will préfère occuper des emplois de seconde zone et travaille en tant que concierge et balayeur au Massachusetts Institute of Technology. Au cours de son travail, il se fait remarquer par le professeur Gerald Lambeau (un mathématicien célèbre pour avoir obtenu la Médaille Fields, une prestigieuse récompense) en résolvant — d'abord de manière anonyme puis en étant pris sur le fait — deux exercices de mathématiques d’une grande difficulté que Lambeau avait laissés à ses étudiants sur un tableau noir. Parallèlement, Will commence une relation avec Skylar, une étudiante d’Harvard qu’il rencontre dans un bar et qu'il impressionne à la suite d'un débat (sur l’évolution de l’économie de marché dans les colonies du Sud des États-Unis) que Will a avec un hautain étudiant en histoire d'Harvard, remettant ce dernier à sa place.
Après une nouvelle bagarre où il frappe un policier, Will est condamné à faire de la prison. Mais à la demande du professeur Lambeau (qui voit en lui un génie prometteur), le juge accepte de mettre cette peine en suspens si Will travaille pour Lambeau, à la condition qu'il soit suivi par un psychologue. Après une longue série de visites infructueuses chez des psychothérapeutes réputés (que Will mystifie les uns après les autres), le jeune homme finit par tomber sur un adversaire à sa taille, en l'occurrence le docteur Sean Maguire, un ancien camarade d'études du professeur Lambeau, en froid avec celui-ci, mais qui finit cependant par accepter le défi. Un bras de fer s'engage alors entre Sean et Will, les deux hommes ayant pourtant de nombreuses choses en commun.
Au fil du temps, Maguire parvient à instaurer une relation de confiance avec Will en lui parlant de son passé, notamment de sa femme morte d’un cancer dont il était tombé amoureux au premier regard. Sean lui explique notamment, au cours d'un long monologue, qu'il ne pourra l'aider que si Will accepte de son plein gré de lui parler de son passé, le jeune homme restant mutique à ce sujet.
Le professeur Lambeau, qui compare Will à un autre génie, Srinivasa Ramanujan, lui trouve de nombreuses offres d'emploi. Mais Will les refuse toutes, ou envoie à sa place son ami Chuckie en tant que « chef négociateur » afin de le faire échouer. Will refuse notamment une offre d'emploi d'analyste de la NSA en faisant, face au recruteur, une critique acerbe de l'agence de renseignement. Par la suite, Maguire et Lambeau ont une violente altercation sous les yeux de Will, se disputant au sujet de son avenir. Will finit aussi par rompre avec Skylar quand elle lui demande de la suivre en Californie pour ses études, Will lui révélant à cette occasion qu'il est un ancien enfant maltraité. Mais, inhibé et effrayé par sa peur d'être rejeté, il n’arrive pas à montrer à Skylar les sentiments qu'il éprouve pour elle et préfère fuir la situation.
L'accusant de saboter délibérément sa vie pour éviter toute prise de risque, Sean Maguire met alors Will face à ses responsabilités. De son côté, son ami Chuckie lui confie qu'il ressentirait comme une insulte si, au vu de ses capacités intellectuelles bien au-dessus de la moyenne, Will continuait à perdre son temps avec lui et ses amis. Il lui avoue également qu'il rêve de découvrir un matin, quand il passe le chercher chez lui comme d'habitude, que Will est parti, quittant Boston sans un regard en arrière.
Maguire, qui s'est pris d’affection pour Will, essaye de le faire réagir en évoquant devant lui les mauvais traitements qu’il avait lui aussi subis quand il était enfant. Il lui fait à cette occasion prendre conscience qu’il est la victime de son passé et qu’il n’en est nullement responsable, insistant en lui disant à de nombreuses reprises « C'est pas ta faute », ce qui fait craquer Will et admettre son jugement.
Maguire, qui a également appris de Will, se réconcilie avec Lambeau et décide de prendre une année sabbatique pour voyager à travers le monde. De son côté, Will abandonne une place que Lambeau lui avait trouvée à Boston pour aller rejoindre Skylar, partie étudier la médecine en Californie à Stanford. Au volant de sa vieille Chevrolet Nova, cadeau d'anniversaire de ses amis pour ses 21 ans, Will quitte alors Boston sans un regard en arrière, en quête d'une nouvelle vie.

## Fiche technique
- Titre original : Good Will Hunting
- Titre français : Will Hunting
- Titre québécois : Le Destin de Will Hunting
- Réalisation : Gus Van Sant
- Scénario : Matt Damon et Ben Affleck
- Musique : Danny Elfman, Michael Quinn, Elliott Smith et Rory Dall O'Cahan
- Photographie : Jean-Yves Escoffier
- Montage : Pietro Scalia
- Décors : Missy Stewart
- Costumes : Beatrix Aruna Pasztor
- Production : Lawrence Bender
- Société de production : Miramax
- Sociétés de distribution : Miramax (États-Unis) ; BAC Films (France)
- Pays de production :  États-Unis
- Langue originale : anglais
- Formats : couleur — 35 mm — 1,85:1 — son Dolby Digital
- Genre : drame
- Durée : 126 minutes
- Budget : 10 000 000 $
- Dates de sortie :
  - États-Unis : 5 décembre 1997
  - Canada : 9 janvier 1998
  - Belgique : 25 février 1998
  - France : 4 mars 1998
- Classification :
  - France (CNC) : tous publics, art et essai[1]

## Distribution
- Matt Damon (VF : Damien Boisseau ; VQ : Gilbert Lachance) : Will Hunting
- Robin Williams (VF : Michel Papineschi ; VQ : Vincent Davy) : le docteur Sean Maguire
- Stellan Skarsgård (VF : Hervé Bellon ; VQ : Mario Desmarais) : le professeur Gerald Lambeau
- Ben Affleck (VF : Arnaud Arbessier ; VQ : Pierre Auger) : Chuckie Sullivan
- Minnie Driver (VF : Rafaèle Moutier ; VQ : Anne Dorval) : Skylar
- Cole Hauser (VF : David Krüger ; VQ : Jean-Jacques Lamothe) : Billy
- Casey Affleck (VQ : Hugolin Chevrette) : Morgan O'Mally
- John Mighton (en) (VF : Marc François) : Tom, l'adjoint de Lambeau
- Jimmy Flynn (en) (VF : Michel Paulin) : le juge George H. Malone
- Colleen McCauley : Cathy, le flirt de Chuckie
- Jennifer Deathe : Lydia, une amie de Skylar
- Scott William Winters (VF : Chris Bénard) : Clark, l’étudiant hautain dans la scène du bar
- George Plimpton (VF : Jean Négroni) : le docteur Henry Lipkin

Sources et légende : version française (VF) sur RS doublage ; version québécoise (VQ) sur Doublage Québec

## Production

### Genèse du film
Sur une suggestion de Rob Reiner, le scénario de Will Hunting est devenu plus une histoire sur l'injustice qu'un thriller, tel qu’il avait été écrit initialement.
Le titre original, Good Will Hunting, crée un jeu de mots sur le prénom Will et le substantif goodwill. Il peut s'interpréter comme signifiant « à la recherche de la bonne volonté ».[réf. souhaitée]

### Tournage
Le film a été tourné à Boston mais aussi à Toronto, notamment à l'université de Toronto.

### Bande originale
La bande originale de Will Hunting a été composée par Danny Elfman, déjà en collaboration avec Gus Van Sant pour Prête à tout. On y retrouve de nombreux morceaux de l'auteur-compositeur Elliott Smith. Sa chanson Miss Misery a été nommée pour l'Oscar de la meilleure chanson originale.
Un album de la bande originale du film est paru par Capitol Records le 18 novembre 1997.
1. Elliott Smith – Between the Bars
2. Jeb Loy Nichols – As the Rain
3. Elliott Smith – Angeles
4. Elliott Smith – No Name #3
5. The Waterboys – Fisherman's Blues
6. Luscious Jackson –  Why Do I Lie?
7. Danny Elfman – Will Hunting
8. Elliott Smith – Between the Bars
9. Elliott Smith – Say Yes
10. Gerry Rafferty – Baker Street
11. Andru Donalds – Somebody's Baby
12. The Dandy Warhols – Boys Better
13. Al Green – How Can You Mend a Broken Heart?
14. Elliott Smith – Miss Misery (en)
15. Danny Elfman – Weepy Donuts

## Accueil

### Accueil critique
Will Hunting a reçu un accueil critique très positif. Sur le site agrégateur de critiques Rotten Tomatoes, le film obtient un score de 97 % d'avis favorables, sur la base de 79 critiques collectées et une note moyenne de 8,05/10 ; le consensus du site indique : « Suivant un arc narratif prévisible, [Will Hunting] ajoute suffisamment de bizarreries au voyage — et est chargé de performances assez puissantes — pour qu'il reste un drame divertissant et riche en émotions ». Sur Metacritic, le film obtient une note moyenne pondérée de 70 sur 100, sur la base de vingt-huit critiques collectées ; le consensus du site indique : « Avis généralement favorables ». En France, le site Allociné lui donne une note moyenne de 3,2 sur 5, à partir de l'interprétation de cinq critiques de presse collectées.
En 2008, le magazine Empire classe le film à la 433e place dans sa liste des « 500 meilleurs films de tous les temps ». Le film figure aussi dans le classement des 250 meilleurs films de l'Internet Movie Database, sur la base de votes du public avec une note moyenne de 8,3/10.

### Box-office
Will Hunting a connu un important succès commercial, rapportant 225 933 435 $ au box-office mondial, dont 138 433 435 $ aux États-Unis et au Canada, pour un budget de production de 10 millions. Il a réalisé 1 050 224 entrées en France, 312 900 en Belgique et 283 874 en Suisse.
| Pays ou région | Box-office        | Date d'arrêt du box-office | Nombre de semaines |
| -------------- | ----------------- | -------------------------- | ------------------ |
| États-Unis     | 138 433 435 $     | 26 avril 1998              | 21                 |
| France         | 1 050 224 entrées | -                          | -                  |
| Total mondial  | 225 933 435 $     | -                          | -                  |

## Distinctions
Sauf mention contraire, cette liste provient d'informations de l'Internet Movie Database.

### Récompenses
- Oscars 1998 :
  - meilleur acteur dans un second rôle pour Robin Williams
  - meilleur scénario original pour Ben Affleck et Matt Damon
- Golden Globes 1998 : meilleur scénario
- Berlinale 1998 : Ours d'argent pour exploit unique (scénario + interprétation) pour Matt Damon
- Satellite Awards 1998 : meilleur scénario original
- Screen Actors Guild Awards 1998 : meilleur acteur dans un second rôle pour Robin Williams
- Critics Choice Awards 1998 :
  - meilleur scénario original
  - découverte de l'année pour Matt Damon
- Prix Humanitas 1998 : meilleur long métrage
- BMI Film & TV Awards 1998 : prix de la musique de film pour Danny Elfman

### Nominations et sélections
- Berlinale 1998 : en compétition pour l'Ours d'or
- Oscars 1998 :
  - meilleur film
  - meilleur acteur pour Matt Damon
  - meilleur réalisateur pour Gus Van Sant
  - meilleure actrice dans un second rôle pour Minnie Driver
  - meilleur montage
  - meilleure musique de film
  - meilleure chanson originale pour Miss Misery (en)
- Golden Globes 1998 :
  - meilleur film dramatique
  - meilleur acteur dans un film dramatique (Matt Damon)
  - meilleur acteur dans un second rôle (Robin Williams)
- Satellite Awards 1998 :
  - meilleur film dramatique
  - meilleur réalisateur
  - meilleur acteur dans un film dramatique (Matt Damon)
  - meilleur second rôle masculin dans un film dramatique (Robin Williams)
  - meilleur second rôle féminin dans un film dramatique (Minnie Driver)
- Screen Actors Guild Awards 1998 :
  - meilleur acteur (Matt Damon)
  - meilleure actrice dans un second rôle (Minnie Driver)
  - meilleure distribution
- MTV Movie Awards 1998 :
  - meilleur film
  - meilleure performance masculine (Matt Damon)
  - meilleur duo à l'écran (Matt Damon et Ben Affleck)
  - meilleur baiser (Matt Damon et Minnie Driver)
- Critics Choice Awards 1998 : meilleur film
- Japan Academy Prize 1999 : meilleur film étranger

## Analyse
Comme le souligne Damien Canzittu, le film de Gus Van Sant propose d'articuler, autour du personnage principal de Will Hunting, jeune surdoué, deux enseignants : l’un est un brillant enseignant universitaire, l’autre enseigne mais est surtout thérapeute. Ceux-ci s’éloignent relativement des représentations courantes de l’enseignant mentor ou du conseiller d'orientation classique. Le film permet de questionner à la fois l’image que le cinéma propose des enseignants universitaires et celle qu’il donne de l’accompagnement à l’orientation.

## Autour du film
- L'intrigue du film est, en partie, inspirée de la vie du mathématicien George Dantzig[14], notamment lorsque Will résout les problèmes de mathématiques sur le tableau du MIT[15].
- Matt Damon (Will Hunting) figure parmi les anciens élèves de l'université Harvard[16].
- En 2001, Matt Damon et Ben Affleck font une apparition dans le film Jay et Bob contre-attaquent de Kevin Smith, où ils parodient une scène de Will Hunting.
- Le premier problème mathématique résolu par Will Hunting, sur le tableau noir du couloir au MIT, n'est pas un « système de Fourier » comme le professeur Lambeau l'affirme dans le film, mais en réalité un exercice d'algèbre matricielle (en quatre questions).
- Concernant le second problème mathématique de Lambeau, les dessins tracés par Will sur le tableau sont des arbres irréductibles[17].
- À un moment, Will et le professeur Lambeau simplifient ensemble une fraction rationnelle écrite au tableau à côté d'un graphe : il s'agit du polynôme chromatique de ce dernier.
- Dans une scène du film, le spectateur comprend que Sean Maguire apprécie le whisky de façon peu modérée (probablement en raison de la mort de sa femme). On peut reconnaître la marque d'irish whiskey Bushmills.
- Le personnage de Will Hunting, autodidacte qui intègre le savoir des livres sans avoir besoin d'un enseignant, est évoqué avec humour dans la communauté éducative pour décrire la pédagogie de la classe inversée[réf. nécessaire].
- Peu après la mort de Robin Williams, le 11 août 2014, de nombreuses personnes ont rendu hommage à l'acteur en fleurissant le banc où a été tournée une des scènes du film, tout en y inscrivant à la craie des citations issues de ce dernier[18],[19].
- Dans la scène où Sean Maguire (Robin Williams) raconte des anecdotes sur les flatulences de sa femme, Will (Matt Damon) est pris d'un fou rire authentique (et non simulé) du fait de l'improvisation de Williams dans cette scène[réf. souhaitée].
- Dans le manga Moriarty the Patriot, le personnage de « Bill Hunting » est une référence directe à Will Hunting.
- Au cours de son monologue face à Will, le personnage de Robin Williams cite Shakespeare[20] : « Once more unto the breach, dear friends » (en version originale), une citation tirée de la pièce Henry V. La VF du film la traduit fidèlement en « Une fois de plus sur la brèche, mes amis ».